# Comitato Nazionale Olimpico e Sportivo Senegalese
Il Comitato Nazionale Olimpico e Sportivo Senegalese (noto anche come Comité National Olympique et Sportif Sénégalais in francese) è un'organizzazione sportiva senegalese, nata nel 1961 a Dakar, Senegal.
Rappresenta questa nazione presso il Comitato Olimpico Internazionale (CIO) dal 1963 ed ha lo scopo di curare l'organizzazione ed il potenziamento dello sport in Senegal e, in particolare, la preparazione degli atleti senegalesi, per consentire loro la partecipazione ai Giochi olimpici. L'organizzazione è, inoltre, membro dell'Associazione dei Comitati Olimpici Nazionali d'Africa.
L'attuale segretario generale è Santi Sène Hagne.